# 贝加斯德马图特
贝加斯德马图特，是西班牙卡斯蒂利亚-莱昂塞戈维亚省的一个市镇。 总面积22平方公里，总人口243人（2001年），人口密度11人/平方公里。